# Matenský rybník
Matenský rybník je přírodní památka poblíž obce Ratiboř v okrese Jindřichův Hradec. Oblast spravuje Agentura ochrany přírody a krajiny ČR. Důvodem ochrany jsou mokřadní biotopy se vzácnou faunou a flórou. Prostor památky zahrnuje i horní část stejnojmenného rybníka.